# تحسين خياط
تحسين صلاح خياط (من مواليد 24 تشرين الأول 1942، صيدا، لبنان) هو رجل أعمال لبناني، رئيس مجلس مجموعة تحسين الخياط التي تعمل في مجالات النشر والطباعة والتوزيع والإعلام وتوليد الطاقة والأدوية، وهو المؤسس ورئيس مجلس إدارة قناة الجديد التلفزيونية.

## عن حياته
ولد الخياط في حي القناية، صيدا الجنوبية في 24 تشرين الأول/أكتوبر 1942، والده هو القاضي صلاح الخياط الذي عرف بعدالته وجرأته على المواجهة في زمن الانتداب الفرنسي، ووالدته هي منيرة فواز. تحسين هو الابن الرابع لعائلة تتألف من بشار وبشرى وحسان وعدنان وملوكي. عرف بمواقفه العروبية والقومية وهو ما عبر عنه من خلال السياسة التي انتهجتها قناة الجديد التي يرأس مجلس ادارتها منذ عام 1992. كانت له مواقف بارزة من النظام الأمني السوري - اللبناني المشترك الذي عاث فساداً في الحكم في لبنان ما أدى إلى توقيفه بعد تلفيق التهم اليه، ليعود ويخرجه رئيس الحكومة الراحل عمر كرامي ويقله بسيارته إلى بيته.

## تعليمه
تلقى علومه الابتدائية والمتوسطة في مدرسة الاميركان (الانجيلية) في صيدا وتخرج من مدرسة انترناشيونال كوليج IC في بيروت. تابع دراسته الجامعية في الجامعة الاميركية في بيروت. بدأ وعيه السياسي بالتفتح في مرحلة الدراسة المتوسطة حيث شارك في التظاهرات والتحركات المناصرة للقضية الفلسطينية وحركة التحرر العربي وتابع نشاطه السياسي في الجامعة وكان في أي موقع مناصر للقضايا الوطنية والقومية. استطاع من خلال علاقاته العربية والمحلية أن يلعب عدداً من الأدوار وساهم في حل العديد من الخلافات والمشكلات والقضايا العالقة على الساحتين المحلية والعربية.

## السيرة المهنية

### الطباعة والنشر
عمل خياط في الأصل كبائع في الكويت يبيع كتب الموسوعة البريطانية حتى أغلق المتجر. أستقر خياط في أبو ظبي قادماً من الكويت في اواخر الستينيات ومعه حقيبة مليئة بالكتب، وكان يبلغ من العمر حينها 20 عاماً. وافتتح أول مكتبة في أبو ظبي في عام 1969 تحت اسم AllPrint على طريق المطار، ومن زبائنه في ذلك الوقت الشيخ خليفة بن زايد آل نهيان، رئيس دولة الإمارات الراحل والشيخ عبد الله بن زايد آل نهيان، والذي يشغل منصب وزير الخارجية والتعاون الدولي في الإمارات الآن. وأقرت دائرة الثقافة والسياحة في أبوظبي بأن AllPrint تعد كنز حضري. كما أنشأ العديد من شركات الطباعة والنشر في أكثر من دولة منها بريطانيا وفرنسا.

### العمل الإعلامي وتأسيس تلفزيون الجديد
انخرط خياط في العمل الإعلامي عام 1991 بعدما تملّك تلفزيون الجديد، والذي كان يُعرف بالـNTV، فاشترى أسهمه من الحزب الشيوعي عام 1992، وغير اسم التلفزيون إلىNewTV ثمّ الى الجديد وهو الاسم الحالي للتلفزيون.
عام 1997، أقفلت محطة الجديد الأرضية قسراً من جراء التدخل السوري والقمع الحكومي الموازي في مرحلة حكم الرئيس الراحل رفيق الحريري، ثم أعيد إطلاق المحطتين الأرضية والفضائية في 2 تشرين الأول من عام 2001 بحكم قضائي من مجلس شورى الدولة.

### المواقف السياسية والوطنية وتوقيف الخياط
عُرف تحسين الخياط بمواقفه السياسية والوطنية خلال فترة الوصاية السوريّة على لبنان، فقد تولت قناة الجديد منذ عام 2002 قضية بنك المدينة، فحاز الخياط وثائق تثبت تورط العميد السوري رستم غزالة وأفراد من عائلته بسحب ملايين الدولارات من المصرف ما أدى الى انهياره، وكانت هذه الواقعة السبب في اعتقال الخياط عبر النظام الأمني اللبناني السوري المشترك.
في 7 كانون الأول عام 2003، اعتقل الخياط ولفقت له تهمة العمالة مع إسرائيل زوراً، إلا أن احتجازه لم يدم أكثر من يوم واحد وأفرِج عنه، علما أن ما نسب إليه من تهم كان من عمل المتورطين في فضيحة بنك المدينة، وتابع الخياط والجديد فضيحة بنك المدينة إلى أن نجحا في استرداد حقوق المودعين لأموالهم.

### التهديدات ومحاولات الاغتيال
تعرض الخياط لمحاولات اغتيال عدة طالت مكتبه ومنزله وقناة الجديد، ومن أبرزها إطلاق 23 رصاصة على مكتبه، ومحاولة إحراق منزله بمن فيه وهجمات متكررة على مبنى التلفزيون، وعلى الرغم من المواقف التي واجهها، إلا أنه كان في كل مرة يحتكم إلى القضاء والدولة رافضا التواصل أو المقايضة مع أي جهة مسؤولة عن الاعتداء، مع أن التحقيقات الاستقصائية التي قام بها جهاز الاستقصاء في قناة الجديد تعرّف على الفاعلين، لكن لم يتمكن القضاء والأجهزة الأمنية من اعتقالهم.

### إتهام قناة الجديد وكرمى الخياط بتهمة تحقير المحكمة
في 2014، ادعت المحكمة الدولية الخاصة بلبنان على قناة الجديد ونائبة رئيس مجلس إدارتها كرمى الخياط بتهمة تحقير المحكمة وذلك بعد نشر أسماء الشهود ومحاضر سرية بهدف فضح الفساد والممارسات الفاضحة للمحكمة من توظيف شهود زور وإجراء تحقيقات في غير موضعها والرشاوى وتوجهات المحكمة. واستمرت القضية لمدة عامين في لبنان ولاهاي وانتهت بتبرئة تلفزيون الجديد وكرمى الخياط من التهم المنسوبة إليهما، بدفاع المحامي البريطاني كريم خان.

## عائلته
تعود أصول العائلة إلى أحمد الزين الذي استطاع الإفلات من حبل المشنقة على زمن جمال باشا السفاح وهرب إلى سوريا حيث امتهن العمل اليدوي، واكتسب شهرته من مهنة الخياطة وكنى بأحمد الخياط، والتصقت به كنيته بعد عودته من سوريا مع عائلته كونه أحد المطلوبين على لائحة المحكوم عليهم بالإعدام من المحاكم العرفية التركية، وعاد لمتابعة مقاومته ضد الأتراك في لبنان.
أنجب أحمد الخياط، تحسين الجد، الذي ربطته علاقة وثيقة بالمفتي بهاء الدين الزين فتزوج أخت المفتي ملوكي. الخياط متزوج من سمر عسيران ولهما من الأبناء بشرى وكرمى وكريم وناديا وغيدا.